# Catherine Ryan Hyde
Catherine Ryan Hyde (* 1955) ist eine US-amerikanische Romanautorin und Verfasserin von Kurzgeschichten. Ihre Romane waren in den USA und in Großbritannien Bestseller, und mit ihren Kurzgeschichten gewann sie zahlreiche Preise.

## Leben
Catherine Ryan Hyde wuchs in Buffalo, New York, auf und lebte auch kurze Zeit in New York City. Mit 17 machte sie vorzeitig ihren Schulabschluss an einer High School. Fortan arbeitete sie in vielen Bereichen, so etwa als Hundetrainerin oder als Fremdenführerin im Hearst Castle. Zurzeit lebt sie in der Gegend um Cambria, Kalifornien.

## Beruflicher Werdegang
Erste Erfolge erreichte Hyde durch ihre Kurzgeschichten. Während dieser Zeit schrieb sie auch ihre ersten Romane. 1997 wurde Funeral for Horses als ihr erster Roman veröffentlicht, ebenso wie eine Sammlung aus 18 Kurzgeschichten (Earthquake Weather). Der Durchbruch gelang ihr mit dem 1999 veröffentlichten Buch Pay It Forward (dt. Das Wunder der Unschuld), der in kurzer Zeit zum nationalen Bestseller wurde und auf dessen Grundlage der Film Pay It Forward (dt. Das Glücksprinzip) aus dem Jahr 2000 basiert.
Seit dem Erfolg von Pay It Forward veröffentlichte Hyde mehr als 20 Romane und etliche Kurzgeschichten.

## Werke
- Funerals for Horses, 1997, ISBN 978-0-9653524-3-7
- Earthquake Weather, 1998, ISBN 978-0-9653524-7-5
- Das Wunder der Unschuld, 2000, ISBN 3-550-08327-0, Pay it forward, 1999, ISBN 978-0-7432-0389-0
- Nur wer die Liebe kennt, 2006, ISBN 3-442-20307-4, Love in the present tense, 2006, ISBN 0-385-61056-4
- Don't Let Me Go, 2011
  - Ich bleibe hier, 2014. Übersetzung Marion Plath. Berlin : Ullstein, 2014 ISBN 978-0-7582-6927-0
- Seven Perfect Things. Lake Union Publishing, 2021, ISBN 978-1-542-02773-1
  - Sieben kleine Herzen, übersetzt von Lotta Fabian. Tinte & Feder, 2022, ISBN 978-2-496-70936-0